# Gaston Maugras (diplomate)
Pour les articles homonymes, voir Gaston Maugras.
François Gustave Gaston Maugras, né le 11 juillet 1884 au Plessis-Hébert et mort le 9 novembre 1965 à Paris, est un diplomate français.

## Biographie
François Gustave Gaston Maugras est le fils de l’historien Gaston Maugras et de Marie Cécile Bapst (née en 1858), nièce de l'ambassadeur Edmond Bapst lui-même frère du diplomate Roger Maugras. Il épouse Aimée d'Abzac en 1927. Leur fille meurt en mars 1965.
Gaston Maugras a étudié le droit et la philologie. En 1908, il rejoint le corps diplomatique français et devient attaché à Berlin. En 1911, il est secrétaire à la légation de Washington. En 1918, il devient secrétaire de la légation à Bangkok et en 1919, il occupe le même poste à Pékin. Du 29 janvier 1924 à décembre 1925, il est consul général de Jérusalem et de décembre 1925 à décembre 1929 il est posté à Téhéran. En 1927, il travaille sous la direction de Henri Ponsot haut-commissaire de France au Levant. De décembre 1934 à novembre 1938, il est posté à Budapest et de novembre 1938 à 1941 à Athènes. À partir du 21 novembre 1944 et jusqu'en 1948, il est ambassadeur de France en Turquie à Ankara.